# 小行星3897
小行星3897（英語：3897 Louhi）是一颗围绕太阳公转的小行星。1942年9月8日，爾約·維薩拉在图尔库发现了此天体。
这颗小行星的绝对星等为147.84416等。